# Ernest Brainbridge
Ernest „Ernie“ Brainbridge (* 13. Dezember 1890 in Northcote (Victoria); † 2. Juli 1984 in Preston (Victoria)) war ein australischer Radrennfahrer.

## Sportliche Laufbahn
Brainbridge startete in der Tour de France 1928. Er fuhr für das Radsportteam Ravat-Wonder-Dunlop gemeinsam mit seinen Landsleuten Hubert Oppermann, Perry Osborne und Harry Watson aus Neuseeland. Auf der 15. Etappe gab er das Rennen nach einigen Sturzverletzungen auf.
1911 fuhr er das Rennen Melbourne to Warrnambool Cycling Classic zum ersten Mal, es folgten weitere Starts. 1923 wurde er Dritter, 1924 Zweiter. Der Erste Weltkrieg unterbrach seine sportliche Karriere. Im Grand Prix Dunlop, einem Etappenrennen, wurde er hinter Opperman und Watson Gesamtdritter.